# 刘会娟
刘会娟（1972年4月—），清华大学教授，研究领域为水质净化原理、技术和应用。任中华人民共和国教育部2017年度“长江学者”特聘教授，曾获得国家科学技术进步二等奖等奖项。

## 生平
曾就读于河北工业大学、大连理工大学，后在清华大学任教。